# Chuckanut Mountains

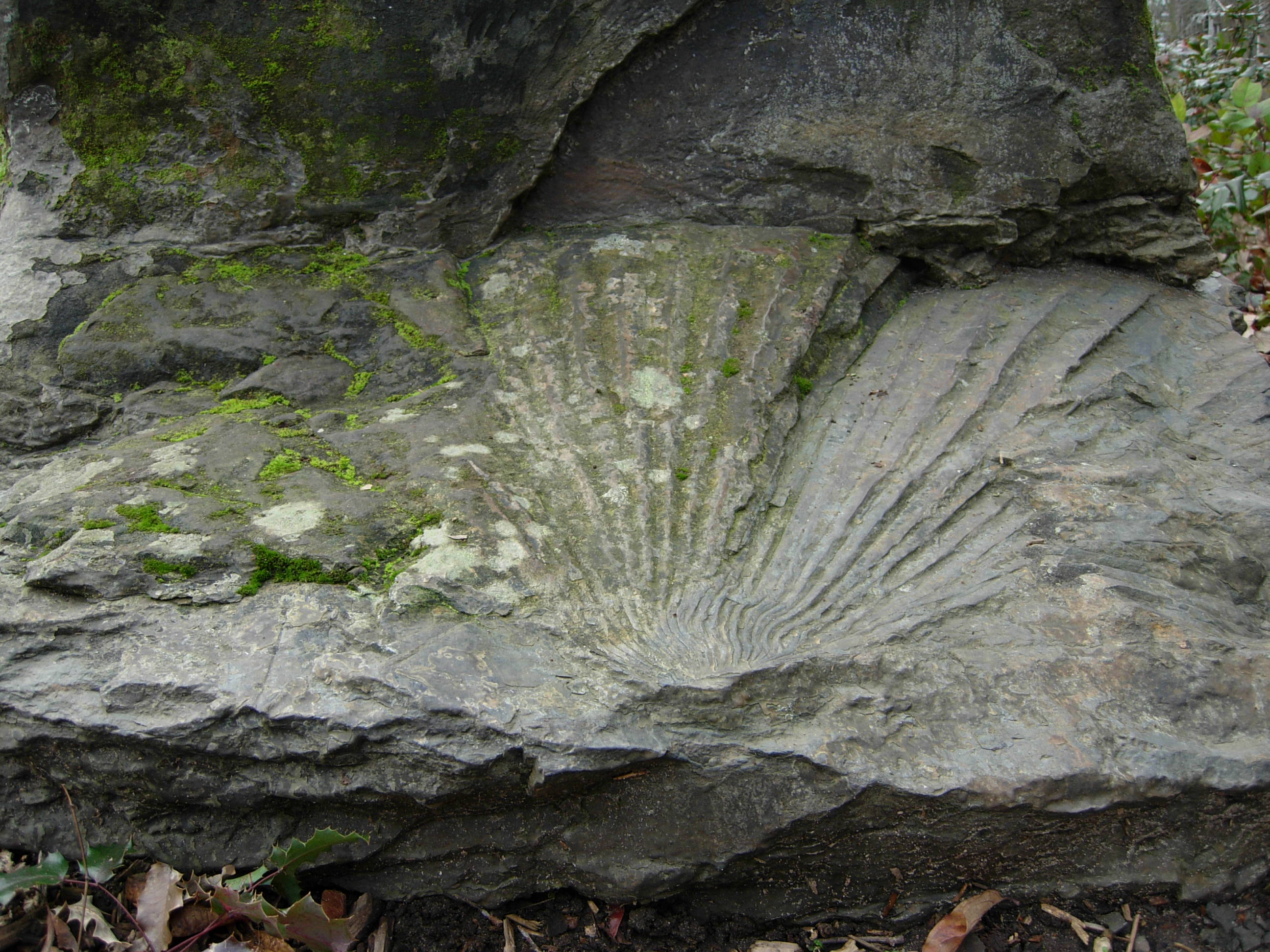
Fossilien der Blätter von Sabalites campbelli, einer ausgestorbenen Palmenart, in der Chuckanut-Formation.

Die Chuckanut Mountains („Chuckanut“ ist ein indianisches Wort für „langer Strand, weit weg von einem engen Eingang“) oder Chuckanuts liegen im Norden des US-Bundesstaats Washington am Ufer der Salish Sea, gerade südlich von Bellingham. Sie sind Teil der Kaskadenkette und als solche der einzige Ort, an dem die Kette bis an die Küste reicht. Die Chuckanuts gelten als Teil der Ökoregion Puget Lowland Forest.

## Geographie
Der Gebirgszug beheimatet den Larrabee State Park, den 1923 als ersten in Washington ausgewiesenen State Park. 

### Geologie
Die Chuckanut Mountains wurden durch die Faltung der Chuckanut-Formation (welche vorrangig aus Schichten von 55 Mio. Jahre altem Sandstein, Konglomeraten, Schiefer und bituminöser sowie sub-bituminöser Kohle bestehen) und der jüngeren darüber liegenden Huntingdon-Formation (vorwiegend Schiefer und Sandstein) wie auch aus einem exponierten Teil vor-jurassischer Phyllite gebildet. Die Chuckanuts sind weithin für die aus dem Tertiär stammenden Blattfossilien bekannt.
1988 wurde ein Aufschluss aus metamorphen Phylliten, grünen Cherts und Milchquarz am Blanchard Mountain durch ein Bauunternehmen zu Tage gebracht. Der Aufschluss ist wegen seiner ungewöhnlich großen Brocken an Stilpnomelan einzigartig.

### Gipfel
- Anderson Mountain – 3.364 ft (1.025 m) – 48° 38′ N, 122° 15′ W[5]
- Chuckanut Mountain 
  - Blanchard Hill (Chuckanut Mountain High Point) – 2.300 ft (701 m) – 48° 38′ N, 122° 24′ W[6]
  - Chuckanut Mountain-North Peak – 1.870 ft (570 m) – 48° 41′ N, 122° 27′ W[7]
  - Chuckanut Mountain-Middle Peak – 1.940 ft (591 m) – 48° 39′ N, 122° 28′ W[8]
  - South Chuckanut Mountain – 1.860 ft (567 m) – 48° 39′ N, 122° 27′ W[9]
- Galbraith Mountain (auch als North Lookout Mountain bekannt) – 1.780 ft (543 m) – 48° 42′ N, 122° 24′ W[10]
- King Mountain – 551 ft (168 m) – 48° 48′ N, 122° 28′ W[11]
- Lookout Mountain – 2.644 ft (806 m) – 48° 41′ N, 122° 22′ W[12]
- Sehome Hill – 620 ft (189 m) – 48° 44′ N, 122° 29′ W[13]
- Squalicum Mountain – 1.540 ft (469 m) – 48° 47′ N, 122° 22′ W[14]
- Stewart Mountain – 3.031 ft (924 m) – 48° 46′ N, 122° 16′ W[15]
- Toad Mountain – 1.085 ft (331 m) – 48° 48′ N, 122° 24′ W[16]